# Sundeved
Sundeved  (Duits:Sundewitt) is een voormalige gemeente in Denemarken. Het is tevens de naam van het schiereiland in het uiterste zuiden van Jutland, gelegen tussen de Flensburger Fjord en de Aabenraa Fjord.
De oppervlakte bedroeg 69,34 km². De gemeente telde 5298 inwoners waarvan 2741 mannen en 2557 vrouwen (cijfers 2005).
De voormalige gemeente werd gevormd in 1968 en omvatte de parochies Nybøl, Sottrup en Ullerup. In 2007 werd Sundeved toegevoegd aan de uitgebreide gemeente Sønderborg.